# San Giacomo di Veglia
San Giacomo di Veglia è una frazione del comune di Vittorio Veneto, in provincia di Treviso.

## Geografia fisica

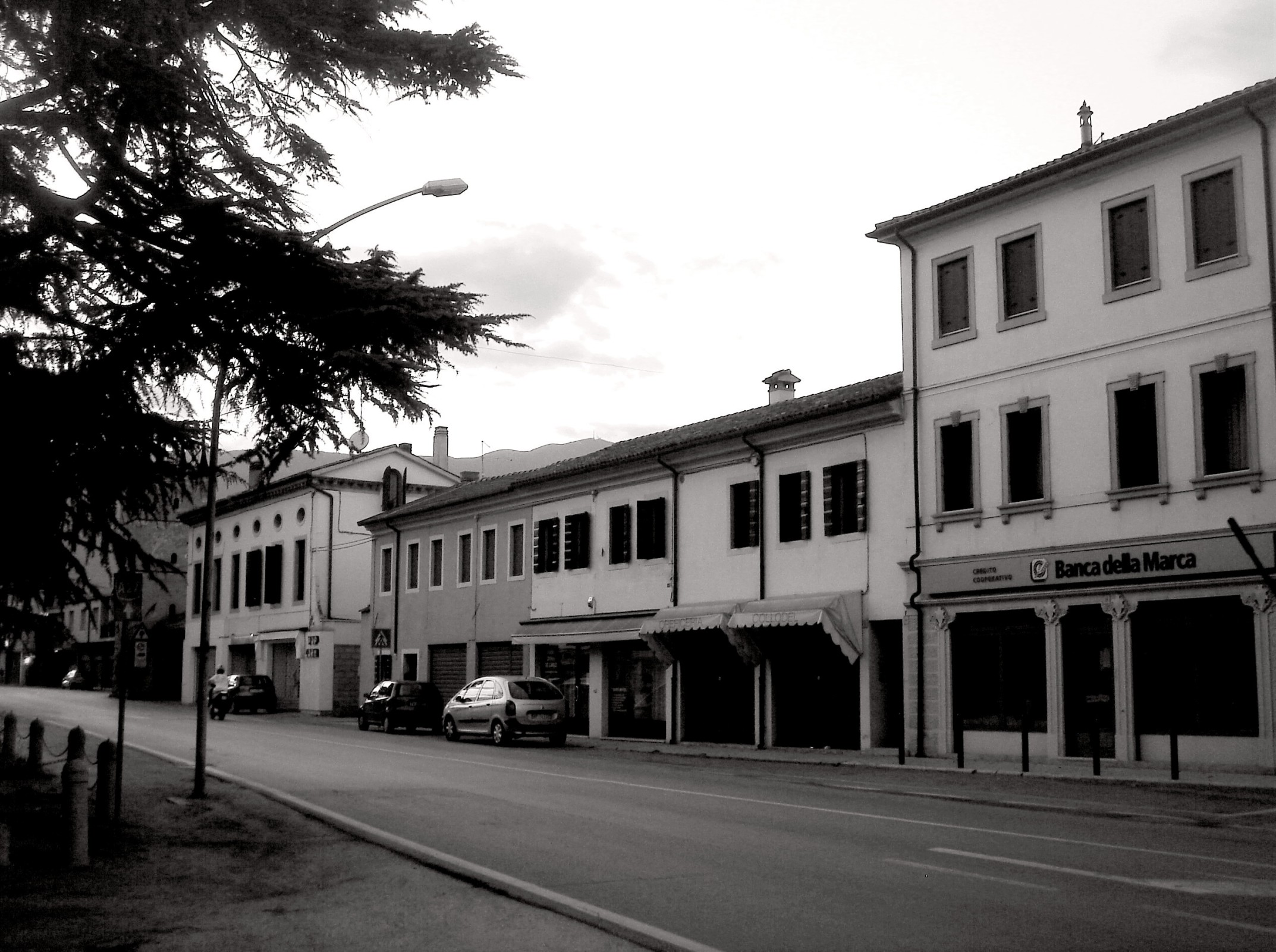
Veduta del borgo centrale

Sorge su un'area pianeggiante sulla riva destra del fiume Meschio, all'estremità meridionale del comune e al confine con Colle Umberto.

## Storia
Sotto il Regno Lombardo-Veneto rappresentò un comune autonomo avente come frazioni Carpesica e Formeniga. Fu in seguito soppresso e accorpato a Ceneda.
Durante la prima guerra mondiale dal 19 novembre 1917 al 2 gennaio 1918 era sede della Jasta 31.

## Monumenti e luoghi d'interesse

### Chiesa di San Giacomo Apostolo

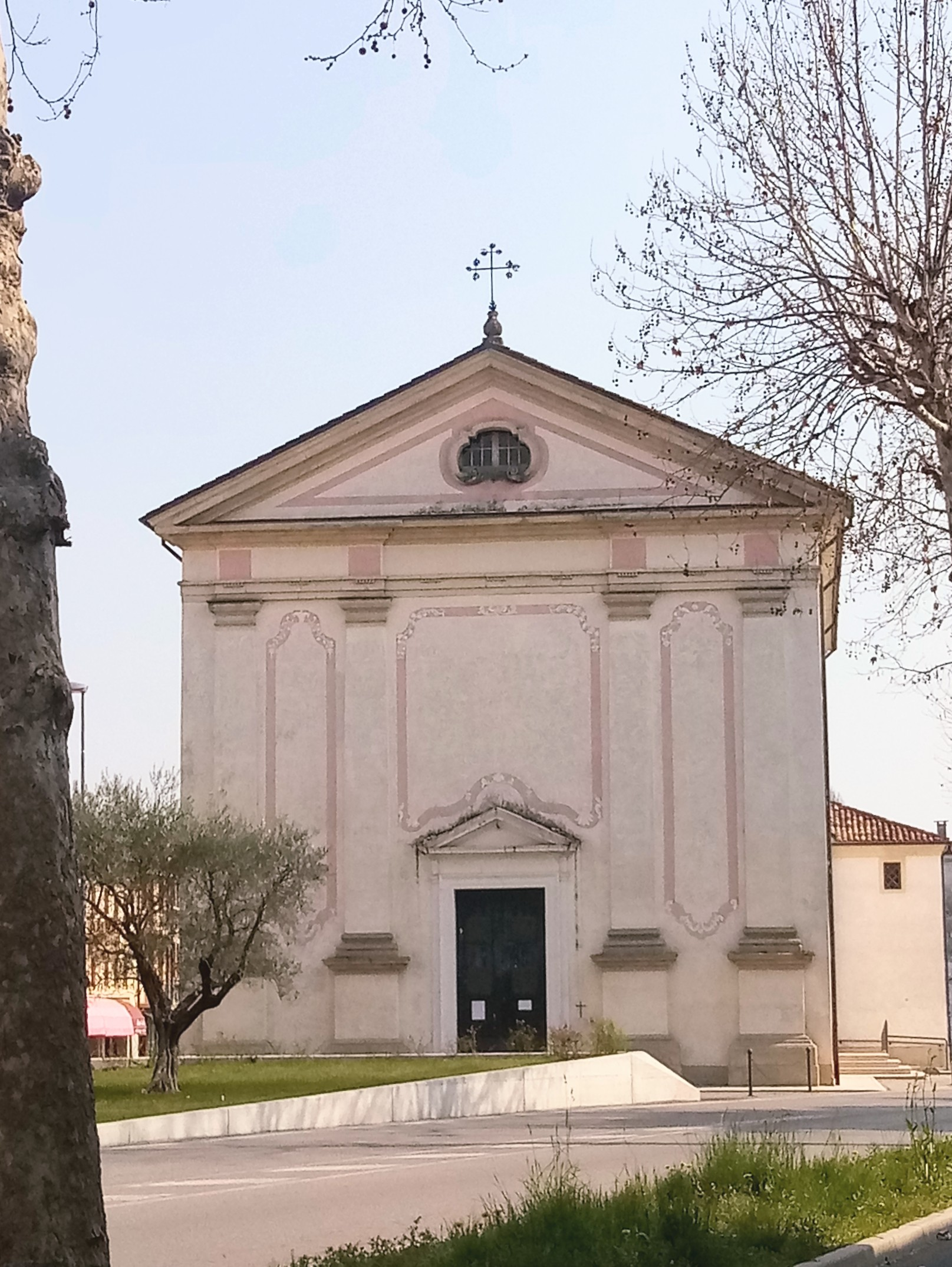
Chiesa parrocchiale, facciata

La chiesa parrocchiale dedicata al santo patrono è posta all'intersezione della Statale Alemagna con la Provinciale 71, dove si forma una piazza, sulla quale la chiesa guarda, assieme al monastero e agli altri edifici del centro.
Parrocchia dal primo decennio del Settecento, essa deve la forma attuale a interventi del XIX secolo.
Dalla parte opposta dello spiazzo su cui si affaccia la chiesa, funge da campanile una torre mozza, forse di origini romane; dopo l'abbattimento della parte alta avvenuto negli anni 1920 per motivi statici, l'altezza di circa 20 metri è stata ripristinata nel 2021, dopo un restauro in stile contemporaneo fortemente contrastante con la parte originaria, che ha ripristinato anche le campane.

### Monastero cistercense dei Santi Gervasio e Protasio

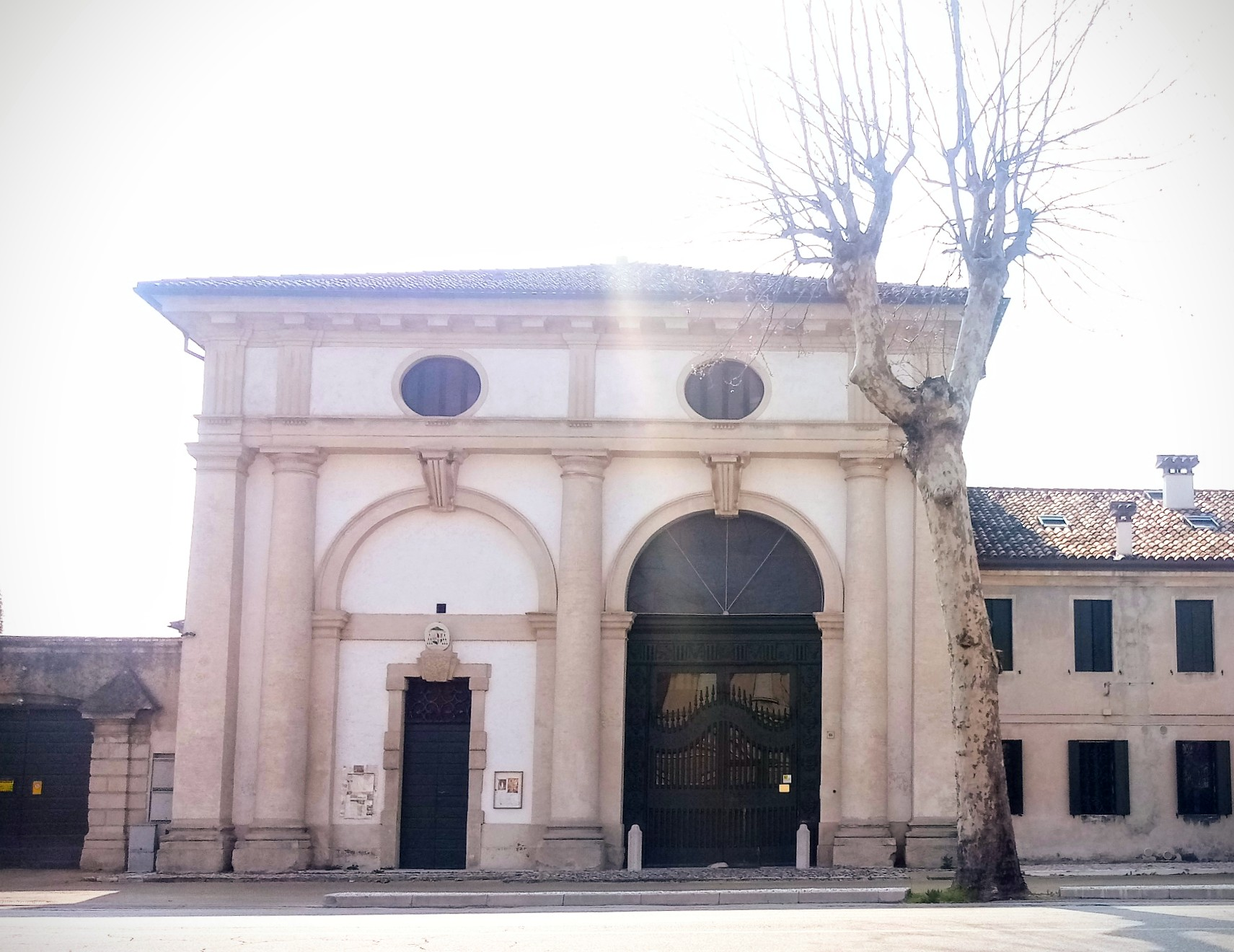
Facciata esterna del monastero

L'antica comunità di suore cistercensi ha vissuto in un convento di Belluno sino al 1909, anno in cui furono costrette a trasferirsi a San Giacomo di Veglia. Il complesso che tuttora la ospita, posto di fronte alla torre campanaria e alla chiesa parrocchiale, deriva da due barchesse dei nobili Crotta progettate, si pensa, dal Massari.

### Chiesa di Sant'Antonio
Collocato lungo la Statale Alemagna, vicino alle porte di Vittorio Veneto, la chiesa di Sant'Antonio da Padova è un edificio di dimensioni medie e sviluppato in altezza. Esso è formato da due corpi: uno principale di forma ottagonale, una delle cui facce costituisce la facciata, e uno minore annesso nella parte retrostante, con piccola cupola.
La facciata dà sulla strada ed è caratterizzata da un portale ligneo sovrastato da una nicchia contenente una statua di grandi dimensioni, con rappresentato Sant'Antonio; sopra una finestra a mezza luna.
La chiesa, esistente come oratorio già dal Rinascimento, fu ricostruita nel 1693, a testimonianza di un culto molto diffuso per il Santo di Padova.

### Villa Nardari
Lungo la strada statale, tra il centro è la chiesa di Sant'Antonio, si incontra Villa Nadari, del XVIII secolo; l'edificio padronale si dispone su tre piani, le aperture sono distribuite simmetricamente: due coppie di monofore rettangolari per piano, mentre centralmente un portale a tutto sesto e una monofora con balaustra al primo rendono di particolare eleganza la facciata, la cui sommità è percorsa da un cornicione dentellato.

### Area di via delle Filande e fiume Meschio

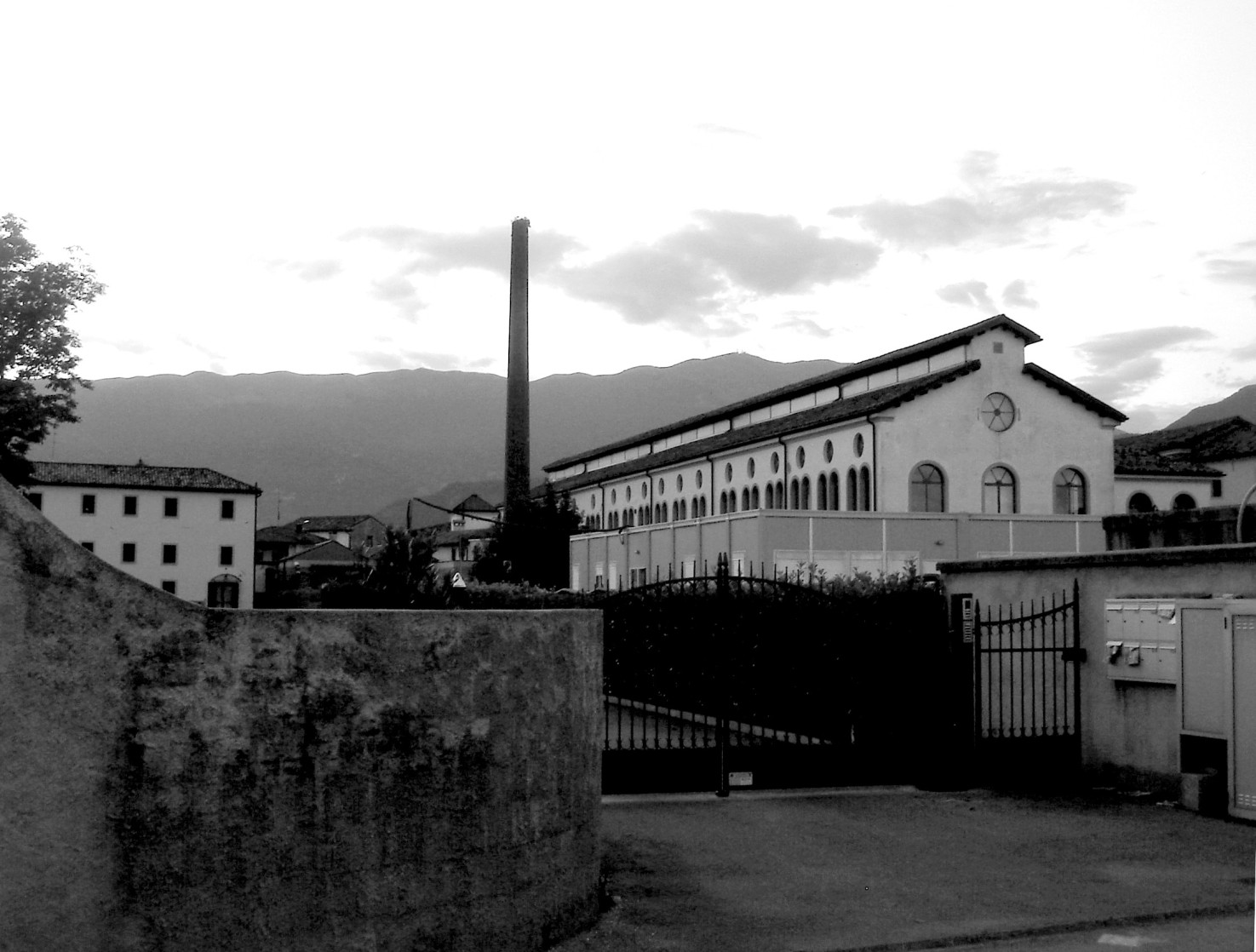
Vecchia filanda (museo del baco da seta)

La via delle Filande si colloca ad est del centro, in un'area che conserva molte delle fattezze primonovecentesche. Qui scorre il fiume Meschio, che con le sue acque lambisce i terreni agricoli (dalle cui piantagioni si ricavano perlopiù mais e uva); lungo il corso del fiume si incontrano numerosi borghi ben conservati, nonché gli edifici delle dismesse filande: infatti a San Giacomo, nel primo Novecento, era ben sviluppata, oltre all'allevamento del baco da seta, la produzione di filati da tale allevamento ricavati.
La filanda dell'omonima via è costituita da un grande complesso edilizio di valore architettonico-industriale, dominato da una ciminiera: il tutto, restaurato negli anni duemila, sarà adibito a Museo del baco da seta, a memoria di una tradizione industriale storica.
A pochi metri dalla filanda, sulla Strada Provinciale 71, si affaccia il bacologico, anch'esso dismesso.

## Economia
San Giacomo di Veglia riveste anche una certa importanza economica, in quanto a sudovest del paese, tra la ferrovia e la Statale di Alemagna sorge la principale zona industriale del comune di Vittorio Veneto. Nel territorio Sangiacomese sono inoltre presenti campagne di cereali, vigneti e frutteti.

## Infrastrutture e trasporti
La frazione si è sviluppata alla confluenza della SP 71 "del Ponte della Muda" nella Strada statale 51 di Alemagna. Altra arteria degna di nota è via Cal de Livera, diretta a Carpesica.